# بيرسي أميس
بيرسي أميس (بالإنجليزية: Percy Ames)‏ هو لاعب كرة قدم بريطاني، ولد في 13 ديسمبر 1931 في بيدفورد في المملكة المتحدة، وتوفي في 4 ديسمبر 1998. لعب مع توتنهام هوتسبير وكولتشستر يونايتد.